# Ozarba sinua
Ozarba sinua is een vlinder uit de familie spinneruilen (Erebidae). De wetenschappelijke naam is voor het eerst geldig gepubliceerd in 1910 door Hampson.
De soort komt voor in tropisch Afrika.